# Ivan Milat
Ivan Robert Marko Milat (Guildford, 27 december 1944 – Sydney, 27 oktober 2019) was een Australische seriemoordenaar. Hij werd veroordeeld tot zevenmaal levenslang voor de moord op zeven lifters in de jaren tachtig en negentig, ook bekend als de Backpacker Murders. Milat heeft de moorden nooit bekend.

## Slachtoffers
Milat bracht ten minste zeven mensen om die werden gevonden in het Belanglo State Forest, buiten Sydney.
- Joanne Walters, aangetroffen met veertien steekwonden in het hart, longen en vijf tot aan de ruggengraat,
- Caroline Clarke, gevonden met een diepe steekwond in haar bovenrug en tien kogelwonden in het hoofd,
- James Gibson (19) en
- Deborah Everist (19) werden in verregaande staat van ontbinding gevonden, nadat een bewoner de politie telefonisch meldde een menselijke schedel en dijbeen te hebben aangetroffen in een bos. Gibson bleek een steek, snijwond in zijn ruggengraat te hebben, waarbij Milat na het toesteken zijn mes door drie wervels omhoog had getrokken. Daarbij werden messteken in Gibsons borstbeen, ribben en bovenrug gevonden. Everist was gestoken in de onderrug, nabij de ruggengraat, en op het voorhoofd.
- Simone Schmidl (20) werd gevonden met steekwonden in de borst, rugstreek en ook haar ruggengraat was met een mes toegetakeld.
- Gabor Kurt Neugebauer (21) werd gevonden met zeven schotwonden in het hoofd.
- Anja Susanne Habschied (20) werd onthoofd door een scherp voorwerp teruggevonden.

Dat elk slachtoffer op een andere manier gedood was, was ongewoon voor een seriemoordenaar, omdat zij doorgaans volgens een vaste modus operandi werken. Voor de onderzoekers kwam daarmee tijdens het onderzoek vast te staan dat ze ofwel meerdere moordenaars zochten óf een zeer berekenend iemand. Milat had bovendien kledingstukken van zijn slachtoffers verwisseld.

## Arrestatie en gevangenschap
Tijdens het onderzoek naar verschillende moorden (in het begin werd er niet uitgegaan van een seriemoordenaar) meldde zich in 1994 een 20-jarige vrouw bij de politie. Zij vertelde dat ze tijdens een tocht door New South Wales in januari 1990 een lift had aangenomen van een man die zich 'vreemd' gedroeg. Terwijl ze de auto uit en het bos in rende, had hij tevergeefs op haar geschoten. De Britse toerist Paul Onions verklaarde kort daarna dat hem later diezelfde maand iets soortgelijks was overkomen. Hij wist zowel de auto als de bestuurder op foto's te identificeren.
In mei 1994 nam de politie drie mannen in hechtenis. Een daarvan was Milat. Toen zijn huis doorzocht werd, vond de politie een geweer van hetzelfde type als waar de slachtoffers met schotwonden mee gedood waren. Bovendien lagen er spullen van hen in Milats huis – zoals de slaapzakken van Schmidl en Everist en het fototoestel van Clarke – en talloze vuurwapens en een zwaard. Een jury bevond Milat in maart 1996 schuldig aan alle zeven moorden en de rechter bestrafte hem met één levenslange gevangenisstraf per slachtoffer. In 2009 sneed Milat in de gevangenis een van zijn vingers af met een plastic mes. Jaren eerder had hij al scheermesjes en andere voorwerpen ingeslikt.
Ivan Milat overleed in 2019 op 74-jarige leeftijd in de Long Bay-gevangenis in Sydney, waar hij verbleef in een speciale unit met een maximaal niveau van beveiliging.

## Mogelijk meer slachtoffers
In mei 2005 verklaarde Milats broer Boris (in het Australische televisieprogramma Australian Story) dat het hem niet zou verbazen als zou blijken dat Ivan meer mensen had omgebracht. Volgens hem 'verdwenen' er sowieso altijd mensen daar waar Ivan in de buurt was. Boris ging ervan uit dat als zijn broer deze moorden inderdaad gepleegd had, hij nog meer dan twintig anderen had vermoord. De Australische autoriteiten houden er rekening mee dat ze in de toekomst nog meer slachtoffers aan Milat toe kunnen schrijven.

## In de media
- In 2005 verscheen de Australische horrorfilm Wolf Creek, over drie rugzaktoeristen die in de bossen te grazen worden genomen door een psychopathische sadist. Hoewel Milats naam nergens genoemd wordt (de filmmoordenaar heet Mick Taylor), verklaart de rolprent op de aan- en aftiteling gebaseerd te zijn op de Backpacker Murders.
- Schrijver Jaques Buval bracht in 2000 een (Duitstalig) boek over Milat uit, getiteld Der Rucksackmörder.